# Bruinkopzwaluw
De bruinkopzwaluw (Alopochelidon fucata) is een zangvogel uit de familie Hirundinidae (zwaluwen).

## Verspreiding en leefgebied
Deze soort komt voor in Venezuela en noordelijk Brazilië en van Brazilië bezuiden de Amazone tot noordelijk Argentinië.

## Status
De grootte van de populatie is niet gekwantificeerd maar de soort wordt omschreven als schaars met een versnipperde verspreiding. Op de Rode lijst van de IUCN heeft deze soort de status niet bedreigd.